# 羅昌發
羅昌發（1956年7月6日—），臺灣法學家，畢業於輔仁大學法律系法學士、哈佛大学法學博士。現任台大法律學系終生特聘教授。曾任司法院大法官、國立臺灣大學法律學院院長、中華民國常駐世界貿易組織代表團常任代表，為國際貿易法領域的權威，是中華民國政府的重要諮詢對象。研究領域為國際經濟法、WTO世界贸易组织法律問題、貿易法、國際衛生法、生醫科技倫理，對環境保護議題也有研究。曾兩度出任世界貿易組織要職，被視為台灣地位的重大突破。《兩岸經濟合作架構協議》談判過程中，羅昌發也提供中華民國政府諮詢，就兩岸ECFA爭端，他主張「國際仲裁」。

## 兩度出任WTO要職
羅昌發長期積極參與WTO世界貿易組織實務，兩度創下台灣人首次出任WTO要職的紀錄。
- 2006年3月，獲世界貿易組織秘書長拉米任令為「爭端解決小組」成員，是台灣首度進入爭端解決機制核心，雖僅為「個案性職務」，已是台灣的重大突破。[6]WTO的爭端解決機制(DSB)是全球政府間貿易糾紛的「最高裁判機構」，小組成員相當於「WTO大法官」，裁決具有絕對權威、強制執行力，重大案件之結果亦可能對貿易及產業發展造成影響。
- 2008年7月，當選世界貿易組織（WTO）補貼及平衡措施委員會常任專家，是台灣人首次獲得WTO「常設專業職務」；據台灣中央通訊社報導，羅昌發因中華人民共和國政府杯葛，已延遲三年才取得此職位[7]。這次，兩岸專家同時獲聘「常任專家」。

## 大法官提名審查爭議
羅昌發等四人於2011年獲得時任總統馬英九提名為司法院大法官人選，國會立法院行使人事同意權的審查階段，羅昌發2007年申請加拿大楓葉卡以獲永久居留權一事，被立法委員提出檢驗並質疑其國家忠誠度。羅昌發解釋，當年是為子女求學、個人亦曾考慮在加拿大任教職，但一年後就已放棄楓葉卡。2011年四位獲提名的大法官人選中，唯一一位全票通過的人選。

## 主要著作
- 1981年：《載貨證券與海事國際私法》
- 1990年：《(暫譯)經貿關係國際規範中的對等互惠原則》（The Reciprocity Principle in the International Regulation of Economic Relations）
- 1994年：《美國貿易救濟制度》
- 1994年：《貿易關係之法律問題》
- 1994年：《貿易與競爭之法律互動》
- 1996年：《GATT/WTO與我國貿易》
- 1999年：《國際貿易法—世界貿易組織下之法律新秩序》 (2010年二版)
- 1999年：《WTO發展方向及台港經貿關係》
- 1999年：《政府採購法與政府採購協定論析》 (2004年二版)
- 2006年：《(暫譯)台灣的法律文化與系統》,The Legal Culture and System of Taiwan
- 2005年：《(暫譯)試論國際衛生法規》,A Commentary on the International Health Regulations
- 2010年：《(暫譯)全球衛生事務的新篇章》,A New Charter for Global Health Matters
- 2010年：《(暫譯)自由貿易協定中的「超ＷＴＯ會員關係」議題》,WTO-Plus Issues in Free Trade Agreements